# Топрайсар
Топрайсар (рум. Topraisar) — село у повіті Констанца в Румунії. Адміністративний центр комуни Топрайсар.
Село розташоване на відстані 193 км на схід від Бухареста, 23 км на південний захід від Констанци.

## Населення
За даними перепису населення 2002 року у селі проживали 3268 осіб.
Національний склад населення села:
| Національність | Кількість осіб | Відсоток |
| -------------- | -------------- | -------- |
| румуни         | 2943           | 90,1%    |
| татари         | 307            | 9,4%     |
| турки          | 9              | 0,3%     |

Рідною мовою назвали:
| Мова      | Кількість осіб | Відсоток |
| --------- | -------------- | -------- |
| румунська | 2955           | 90,4%    |
| татарська | 299            | 9,1%     |
| турецька  | 8              | 0,2%     |